# Le Matinal
Le Matinal est un journal béninois créé en 1997 par Charles Toko. C'est l'un des premiers quotidiens privés créés sept années après la conférence nationale de février 1990, et est aujourd'hui tiré à plus de 5 000 exemplaires avec une représentation et un bureau régional dans toutes les grandes villes du Bénin.

## Localisation
Le groupe Le Matinal est situé derrière LBM, carré N°153-154, Caboma
Atinkanmé à Cotonou– Bénin.

## Contenu éditorial
Il commente et critique la vie politique nationale. Il traite aussi des sujets de société et de l'actualité nationale et internationale où le secteur de la presse au Bénin est très concurrentiel.